# Martha Maria Gehrke
Martha Maria Gehrke (geboren 1. September 1894 in Frankfurt am Main; gestorben 1986 in München) war eine deutsche Journalistin. Sie schrieb auch unter den Pseudonymen Barbara Tellheim, Vanna Brenner und Hans Glenk.

## Leben
Martha Maria Gehrke war eine Tochter des Juristen und Kommunalpolitikers Gehrke. Sie studierte in München und wurde 1919 in Berlin Mitarbeiterin der Weltbühne, für die sie bis 1933 89 Beiträge verzeichnete. 1922 heiratete sie den Journalisten Harry Kahn, die Ehe wurde bereits 1925 geschieden.
Nach der Machtübergabe an die Nationalsozialisten 1933 erhielt Gehrke ein Berufsverbot als Journalistin und schlug sich die Folgejahre als Lektorin und Dramaturgin durch und arbeitete für den Berliner Theater-Verlag Felix Bloch Erben. Sie baute ein Haus im Kleinen Walsertal und vermietete die sieben Zimmer als Sommerfrische. Bei Kriegsende kam André François-Poncet kurzzeitig bei ihr unter. 
Nach dem Krieg verkaufte sie das Landhaus und begann das nächste Hausbauprojekt in München. Dort schrieb sie für die Neue Zeitung und später für die Frauenillustrierte Constanze. Sie arbeitete auch für den Hörfunk und gab mehrere Ratgeberbücher heraus.

## Schriften (Auswahl)
- Die Frau als Journalistin, in: Edith Oppens (Hrsg.): Die Frau in unserer Zeit. Ihre Wandlung und Leistung. Oldenburg : Stalling, 1954
- Martha Maria Gehrke ; Theodor Fröhlich: Was werde ich? : Die Berufsberatung für junge Mädchen. Hrsg. von Barbara Lüdecke und Wilhelm Arnold. Zeichnungen Ingrid Osterloh. Stuttgart : Schuler, 1955
- Martha Maria Gehrke; Walter Joachim: Hohe Schule der Sekretärin. Zeichnungen Toni Trepte. München : Bruckmann, 1955
- Martha Maria Gehrke; Barbara Lindemann: Hohe Schule der Verkäuferin. München : Verlag Mensch und Arbeit, 1957
- Passen wir zueinander? Das Buch der Partnerschaft. Stuttgart 1957
- Selbst ist die Frau: ein Buch für Werktag und Sonntag. Gütersloh: Bertelsmann, 1972 
  - Das praktische Frauenbuch. Ein moderner Ratgeber für Heim und Familie. Wien 1966
- Alle meine Häuser : Fast ein Roman. Illustrationen F. A. Kohlsaat. München : List, 1968
- Barbara Tellheim: Ungleiche Liebe. Roman. Stuttgart : Krüger, 1970